# Patjuk

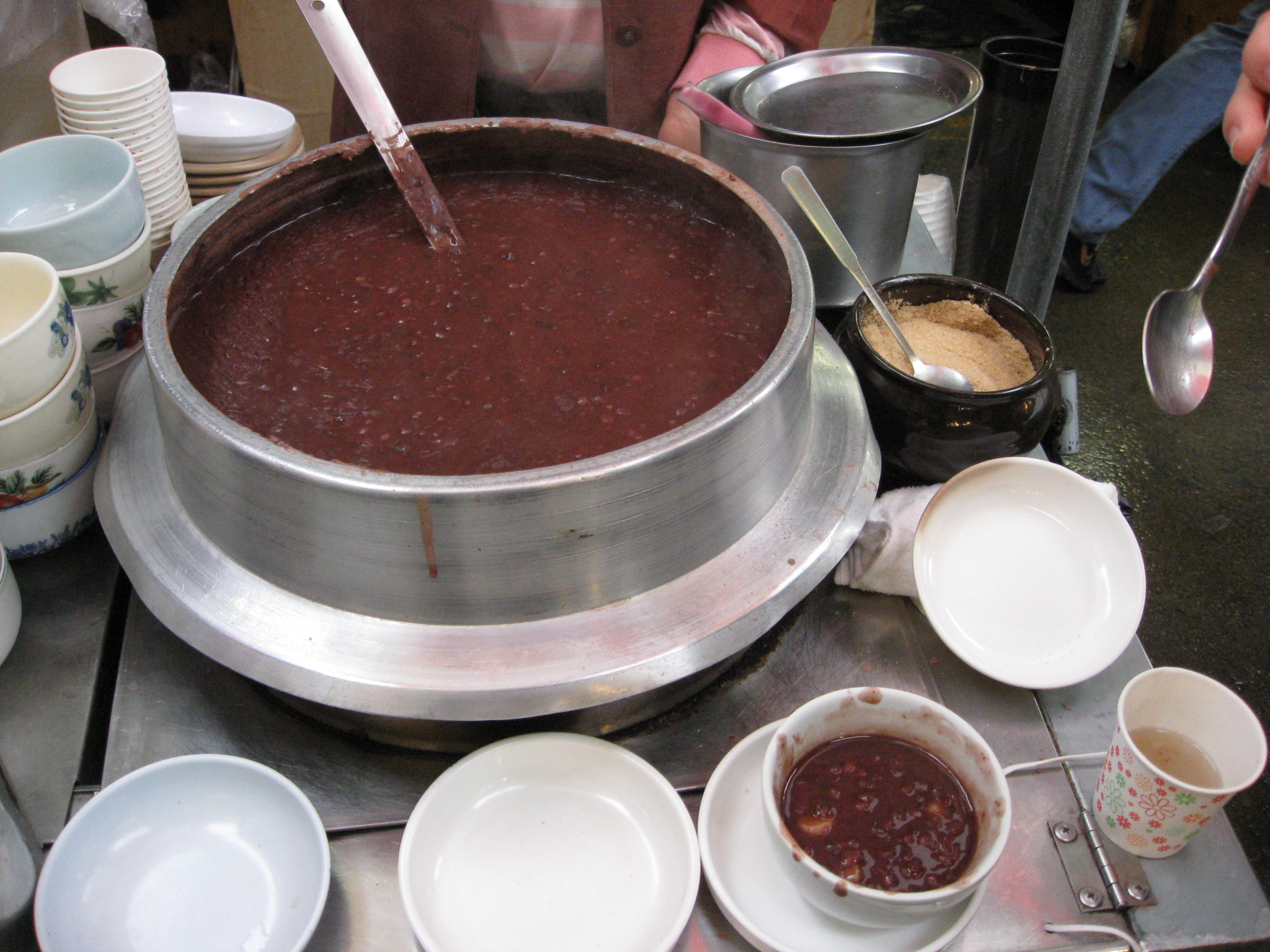
Patjuk på en marknad i Busan

Patjuk (팥죽) är en koreansk soppa gjord på azukibönor och som vanligen äts under vintern.
Koreaner äter Patjuk på den traditionella högtiden Dongjinal (동짓날) som hålls den 21 eller 22 december varje år under vintersolståndet. Man kokar då upp bönorna i en sorts gryta och tillsätter sedan tteok (떡) som gjorts på grötris innan man kokar soppan ytterligare en gång.
Patjuk blir inte lätt förstörd utan kan förvaras länge under vintern tack vare det kalla vädret. Det är vanligt att man förvarar soppan i hemmet och äter den över en lång period. Förr i tiden fanns det människor som trodde att onda andar avskydde bönornas färg och därmed placerade man ut Patjuk på olika ställen i hemmet för att bli av med vad man kallade "negativ energi". Vissa grävde även ner grytor av soppan i sina trädgårdar då man trodde det gav lycka inför det kommande nya året.
Namnet "Patjuk" (팥죽) kommer från två ord. "Pat" (팥) betyder "azukiböna" och "Juk" (죽) betyder "rissoppa".